# Амплеева, Наталья Владимировна
Наталья Владимировна Амплеева (род. 25 сентября 1972) — российская легкоатлетка, специалистка по метанию диска. Выступала на профессиональном уровне в 1996—2006 годах, призёрка Кубка Европы по зимним метаниям, серебряная и бронзовая призёрка чемпионатов России, победительница первенств всероссийского значения. Представляла Москву. Мастер спорта России международного класса. Преподаватель физической культуры, тренер по лёгкой атлетике.

## Биография
Наталья Амплеева родилась 25 сентября 1972 года. Занималась лёгкой атлетикой в Минске, окончила Академию физического воспитания и спорта Республики Беларусь. Впоследствии переехала на постоянное жительство в Москву.
Впервые заявила о себе в сезоне 1996 года, когда в метании диска одержала победу на международном турнире в польском Бяла-Подляска и стала серебряной призёркой на чемпионате Белоруссии в Гомеле.
В 1997 году отметилась победой в той же дисциплине на турнире в Москве.
В 1998 году среди прочего была четвёртой на Мемориале Владимира Куца в Москве и пятой на чемпионате России в Москве.
В 1999 году стала седьмой на зимнем чемпионате России в Сочи и на Мемориале братьев Знаменских в Москве, выиграла бронзовую медаль на Мемориале Куца в Москве, серебряную медаль на чемпионате Москвы, заняла восьмое место на чемпионате России в Туле.
В 2000 году показала пятый результат на зимнем чемпионате России в Адлере и на Мемориале Знаменских в Санкт-Петербурге, четвёртый результат на Кубке России в Туле, взяла бронзу на чемпионате Москвы, была шестой на летнем чемпионате России в Туле, завоевала серебряную награду на международном турнире в Лиссабоне.
В 2001 году стала серебряной призёркой на зимнем чемпионате России по длинным метаниям в Адлере, закрыла двадцатку сильнейших на Европейском вызове по зимним метаниям в Ницце, была четвёртой на летнем чемпионате России в Туле.
В 2002 году на Мемориале Лунёва в Адлере превзошла всех соперниц и установила свой личный рекорд в метании диска — 63,58 метра. Заняла третье место на зимнем чемпионате России в Адлере и на Европейском вызове по зимним метаниям в Пуле, завоевала серебряную награду на летнем чемпионате России в Чебоксарах.
В 2003 году одержала победу на зимнем чемпионате России в Адлере, взяла бронзу на летнем чемпионате России в Туле. Среди прочих достижений — второе место на Мемориале Знаменских в Туле, победы на Мемориале Куца в Москве и на открытом чемпионате Москвы.
В 2004 году стала серебряной призёркой на зимнем чемпионате России в Адлере, получила серебро на Мемориале Куца, была лучшей на открытом чемпионате Москвы, показала четвёртый результат на летнем чемпионате России в Туле.
В 2005 году отметилась победой на Мемориале братьев Знаменских в Казани, вновь выиграла открытый чемпионат Москвы и Мемориал Куца в Москве, была четвёртой на чемпионате России в Туле и второй на Кубке России в Туле.
В 2006 году заняла четвёртое место на зимнем чемпионате России в Адлере и пятое место на летнем чемпионате России в Туле. По окончании сезона завершила спортивную карьеру.
За выдающиеся спортивные достижения удостоена почётного звания «Мастер спорта России международного класса».
Впоследствии работала преподавателем физической культуры и тренером по лёгкой атлетике в московской Школе № 1321 «Ковчег».